# Otto Hultberg
Otto Hultberg   (Kågeröd, 14 de novembre de 1877 - Göteborg, 24 de novembre de 1954) va ser un tirador suec que va competir durant la dècada de 1920.
El 1924 va prendre part en els Jocs Olímpics de París, on disputà dues proves del programa de tir. Guanyà la medalla de plata en la prova de tir al cérvol, tret simple per equips, formant equip amb Mauritz Johansson, Fredric Landelius i Alfred Swahn, mentre en la de prova de tir al cérvol, tret simple individual fou quart.